# Hłuboczek Wielki (gmina)
Hłuboczek Wielki – dawna gmina wiejska w powiecie tarnopolskim województwa tarnopolskiego II Rzeczypospolitej. Siedzibą gminy był Hłuboczek Wielki.

## Historia
Gminę utworzono 1 sierpnia 1934 r. w ramach reformy na podstawie ustawy scaleniowej z dotychczasowych gmin wiejskich: Biała, Czystyłów, Hłuboczek Wielki, Płotycz i Proniatyn.
W marcu 1938 przyznano marszałkowi Edwardowi Śmigłemu-Rydzowi honorowe obywatelstwo gminy.
Po II wojnie światowej obszar gminy znalazł się w ZSRR.